# イズセンリョウ
イズセンリョウ Maesa japonica はヤブコウジ科とされていた低木で、多数の白い実をつける。ウバガネモチ、ウバガネソウ(杜葉山)という異称がある。

## 特徴
常緑性の低木。枝はよく伸びるが往々に倒れ伏し、全体の高さは1m程度になる。枝は分枝を出すことが少なく、若い枝は緑色で毛などはなく、表面にまばらに皮目がある。葉は互生し、濃緑色で光沢を持ち、長楕円形から楕円形、時に長楕円状倒卵形になり、先端は突き出して尖り、基部は次第に狭まるか緩やかに狭まり、時に円形になって葉柄に続く。葉身の大きさは長さ5-17cm、幅2-5cm、葉柄は長さ1-1.5cm。葉身は裏表共に無毛で縁は低くて粗い鋸歯が間を空けてある。側脈は5-8対、先端は分枝して鋸歯に入る。葉の感じはカシ類にも似る。
花は4-6月に開花する。雌雄異株である。花序は総状か円錐状を為し、葉腋に出る。花序の長さは1-2cmほど。小花柄は長さ2-3mm。萼は長さ2mm、萼裂片は三角形で長さ1mmで、細かな縁毛がある。花冠は黄白色で筒状になった鐘型で長さ5mm。花冠の裂片は短くて、長さが花筒の長さの1/3以下、卵形でその先端は鈍く尖るか丸い。
果実は液果で球形、乳白色に熟し、径約5mm。宿材する萼片いつつあれ、表面に褐色の腺条があり、果実の先端には花柱が残る。
和名は伊豆の伊豆山神社の社林に多いことからつけられたという。

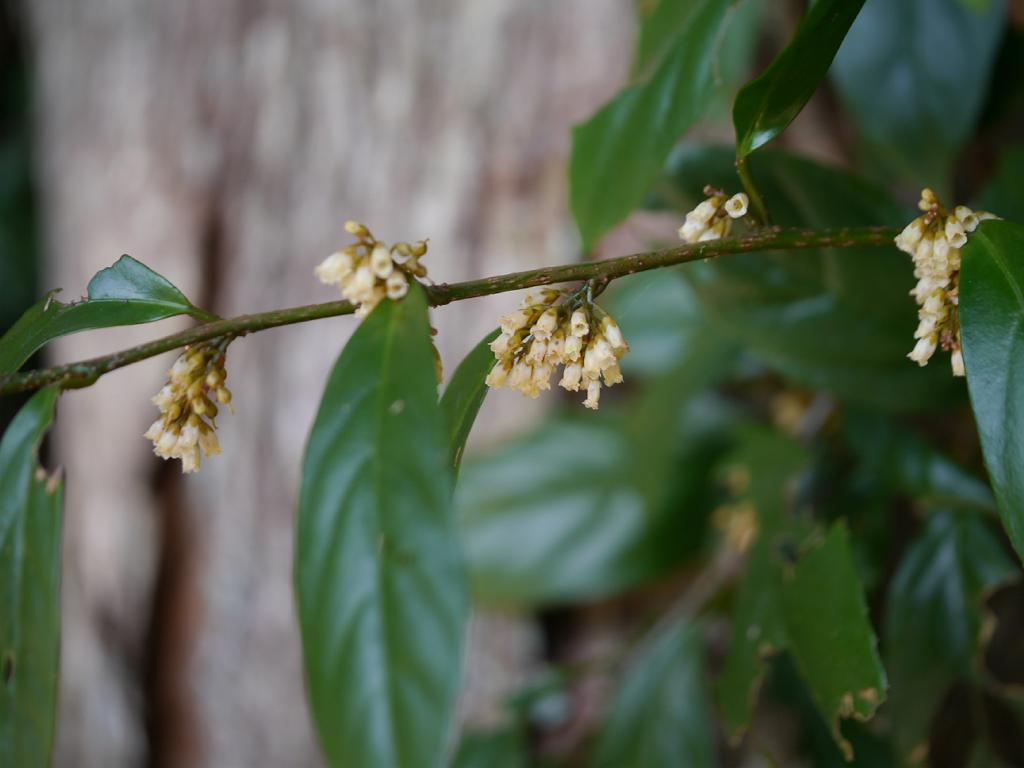
花序の様子
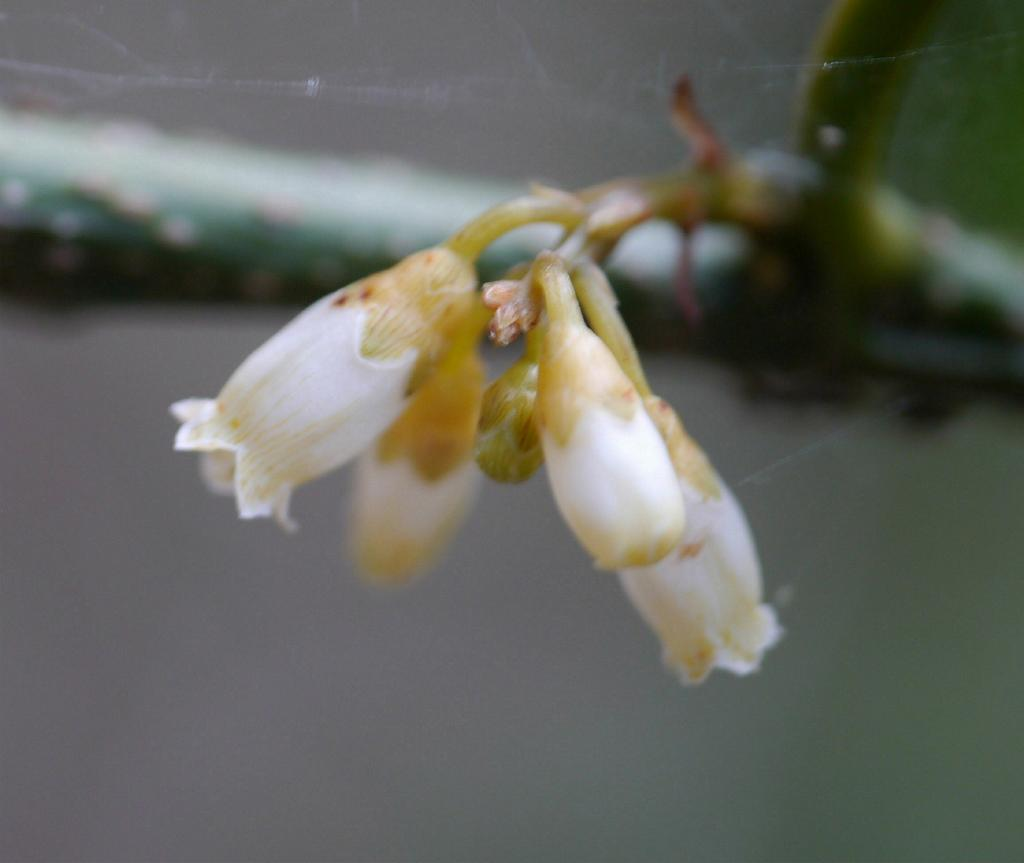
花
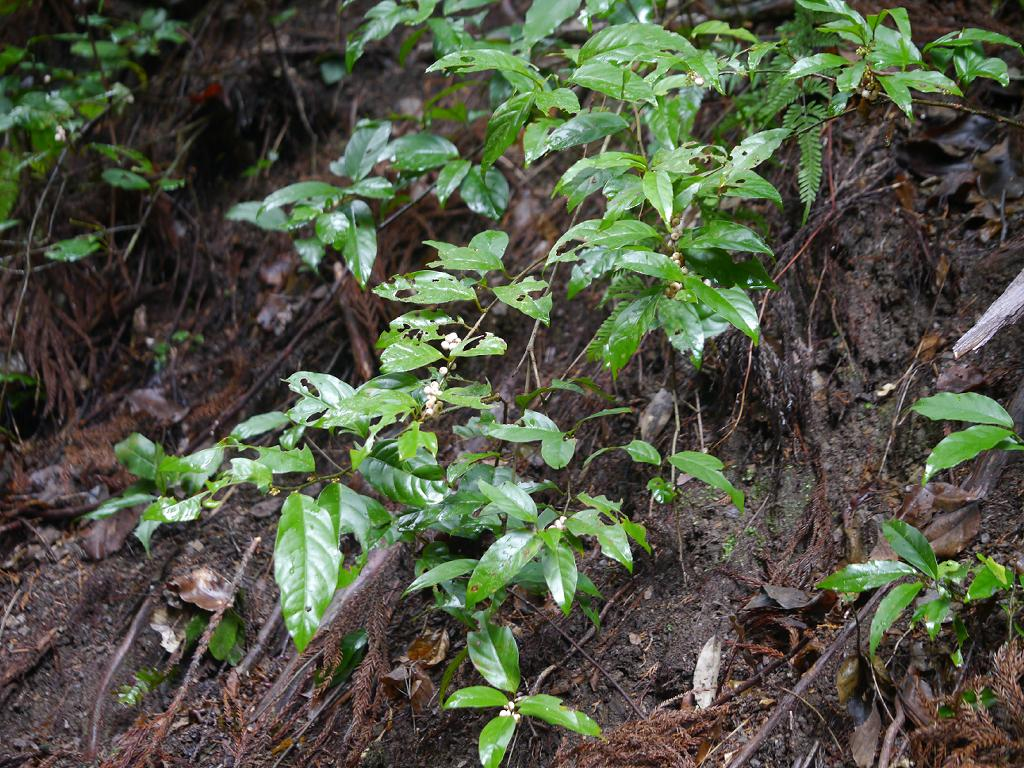
果実のつく枝
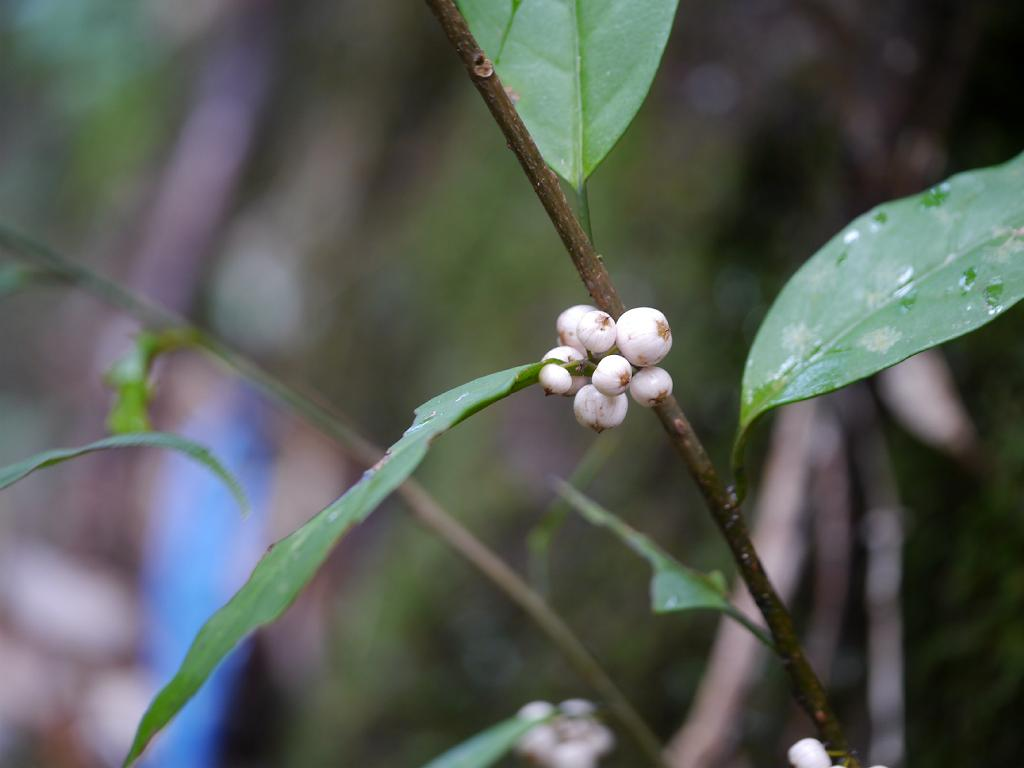
成熟した果実
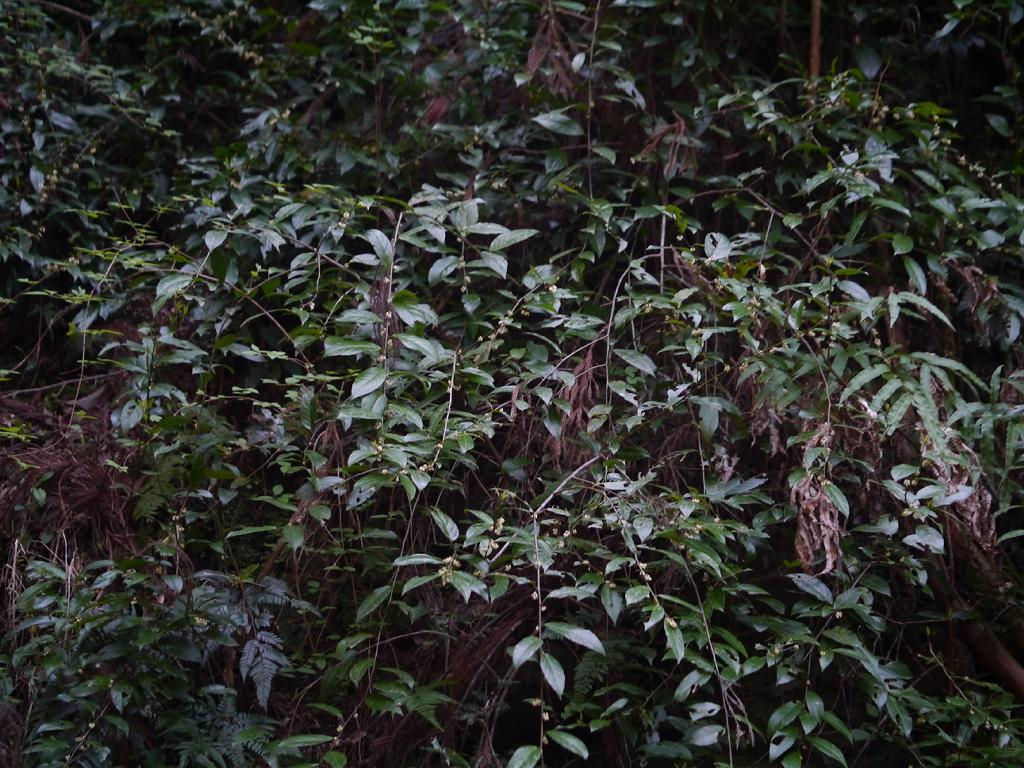
群落の様子

## 分布と生育環境
日本では本州の関東南部以西、四国、九州と琉球から知られ、国外では中国大陸、台湾、インドシナに分布がある。ただし琉球列島には同属のシマイズセンリョウ M. tenera が普通で、本種はほとんど見られない。初島(1975)ではその分布は沖縄島の辺野喜山のみとなっている。
森林内の湿った林床に生え、西南日本ではごく普通種である。

## 類似種
本種が属するイズセンリョウ属には約200種があり、主に旧世界の熱帯から亜熱帯域に分布する。日本に産するのは本種ともう1種、シマイズセンリョウ M. tenera である。この種は九州南部から琉球列島にあって国外では中国と台湾に分布する。本種が鐘形筒状の花冠を持ち、花筒の部分が先端の裂片よりずっと長いのに対し、この種では花筒は広鐘形で本種の半分くらいの長さしかなく、花冠先端の裂片は筒部と同程度の長さがある。外見的な面では、この種の方が葉質が薄く側脈がよく見え、また葉の縁の鋸歯がやや粗い。

## 利用
時に観賞用に栽培されるが、あまり見栄えしないとの声も。
中国では葉を「杜茎山」と呼び、風邪による頭痛や目眩、腰痛などに用い、また根も同様に利用する。